# Gary Lindstrom
 (décembre 2022).
Pour les articles homonymes, voir Lindstrom.
Gary Edward Lindstrom (8 janvier 1944 - 10 janvier 2022) est un informaticien américain, qui termine sa carrière comme professeur émérite d'informatique à l'université de l'Utah, après avoir enseigné à l'université de Pittsburgh.

## Biographie
Lindstrom apporte de nombreuses contributions dans les domaines de la gestion des données, de la vérification et de la conception, de la spécification et de la mise en œuvre des langages de programmation. Il est rédacteur en chef fondateur de l'International Journal of Parallel Programming  (ISSN 0885-7458) de 1986 à 1993. Il co-édite, avec Doug DeGroot, le livre Logic Programming: Functions, Relations and Equations, qui est publié pour la première fois par Prentice-Hall en 1986.
Lindstrom est diplômé de l'université Carnegie-Mellon, où il obtient des diplômes BS et MS en mathématiques, et un doctorat en informatique sous la direction d'Alan Perlis.